# SBV Vitesse
El SBV Vitesse (Stichting Betaald Voetbal Vitesse) és un club de futbol neerlandès de la ciutat d'Arnhem.

## Història

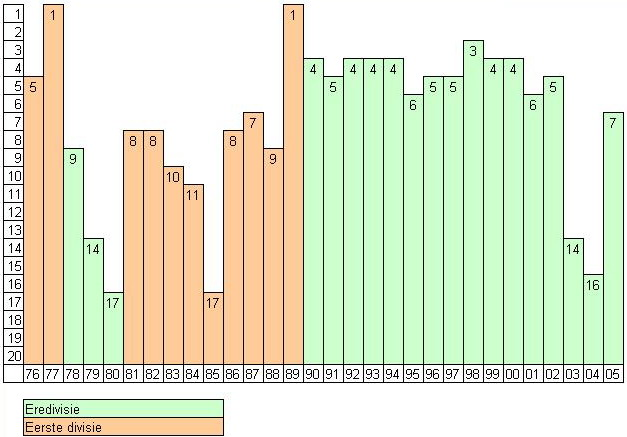
Gràfica Vitesse 1976-2005.

El Vitesse va ser fundat el 14 de maig de 1892, amb el nom Arnhemsche VAV Vitesse. Dos anys més tard, en un intent d'una major professionalització es reanomena Arnhemse VC Vitesse. L'any 1990 adopta el nom actual SBV Vitesse i disputa per primer cop una competició europea.

## Palmarès
- Lliga neerlandesa de futbol:[2]
  - Subcampió les temporades 1897–98, 1902–03, 1912–13, 1913–14, 1914–15
- Copa neerlandesa de futbol:[3]
  - 2016–17
- Eerste Divisie:
  - 1976–77, 1988–89
- Tweede Divisie:
  - 1965–66

## Jugadors destacats
| Nom                  | Nació | Temporades | Partits | Gols |
| -------------------- | ----- | ---------- | ------- | ---- |
| Matthew Amoah        |       | 1998-2006  | 174     | 61   |
| Phillip Cocu         |       | 1990-1995  | 137     | 25   |
| Mahamadou Diarra     |       | 1999-2002  | 69      | 9    |
| Marc van Hintum      |       | 1997-2002  | 126     |      |
| Pierre van Hooijdonk |       | 1999-2000  | 29      | 25   |
| Nikos Makhlàs        |       | 1996-1999  | 92      | 60   |
| Roy Makaay           |       | 1995-1997  | 65      | 30   |
| Victor Sikora        |       | 1999-2002  | 84      | 20   |
| Sander Westerveld    |       | 1995-1999  | 101     | 0    |
| Richard Knopper      |       | 2004–2006  | 47      | 8    |

## Entrenadors destacats
- Leo Beenhakker
- Jan de Bouter
- Cor Brom
- Nedeljko Bulatovic
- Henk ten Cate
- Hans Dorjee
- Joseph Gruber
- Henk Hofstee
- Bert Jacobs
- Artur Jorge
- Ronald Koeman
- Janusz Kowalik
- Leen Looyen
- Frans de Munck
- Herbert Neumann
- Louis Pastoor
- Mike Snoei
- Ronald Spelbos
- Edward Sturing
- Frans Thijssen
- Branco Vidovic
- Clemens Westerhof
- Henk Wullems
- Jan Zonnenberg

## Galeria

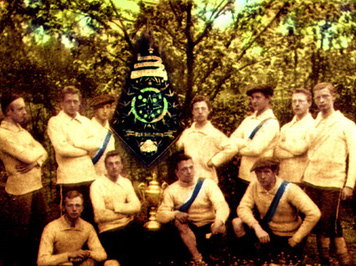
Equip l'any 1896.
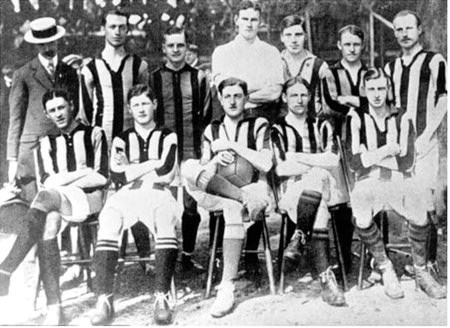
Equip l'any 1913.
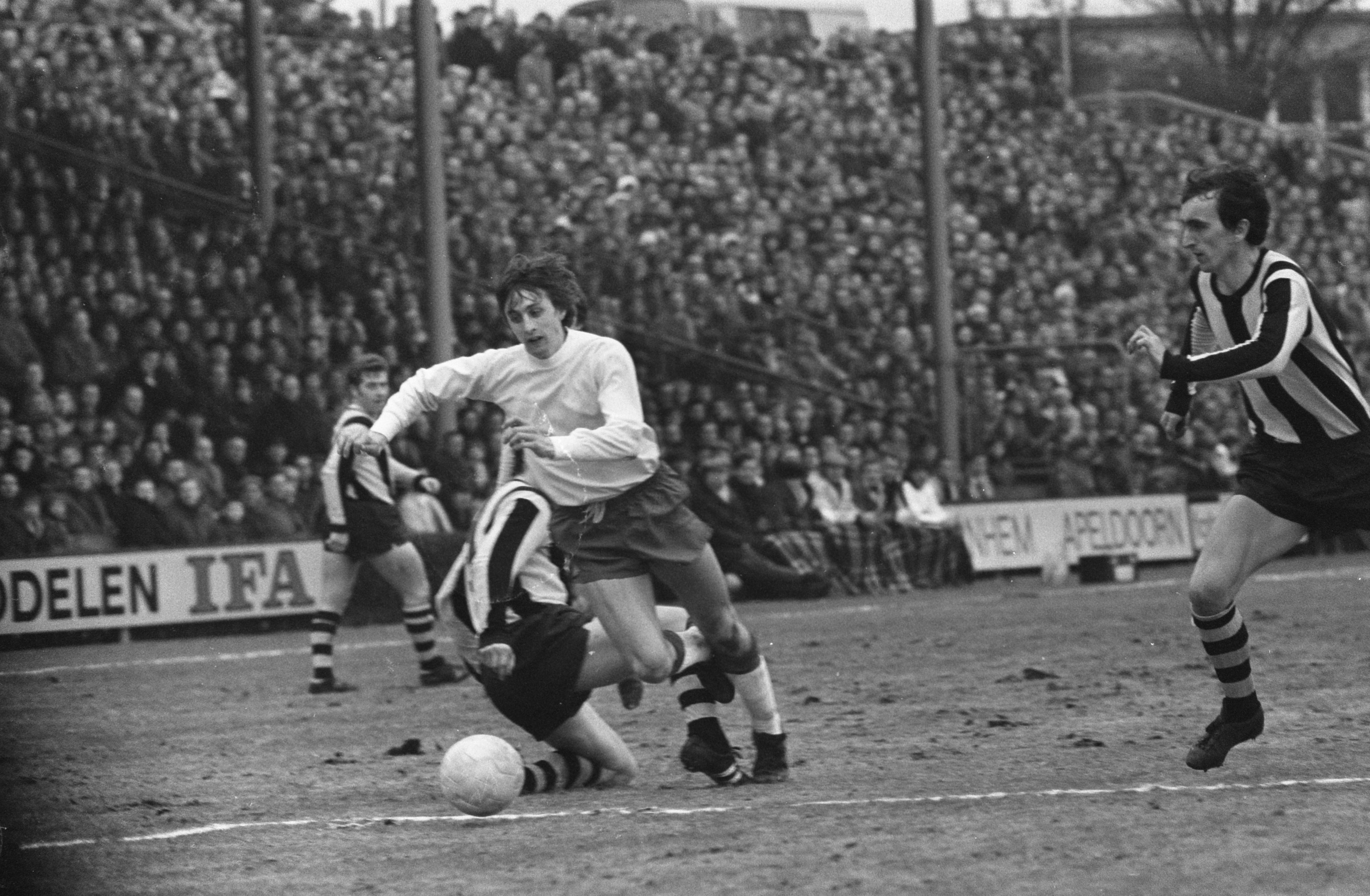
Partit de copa contra AFC Ajax el 1970.
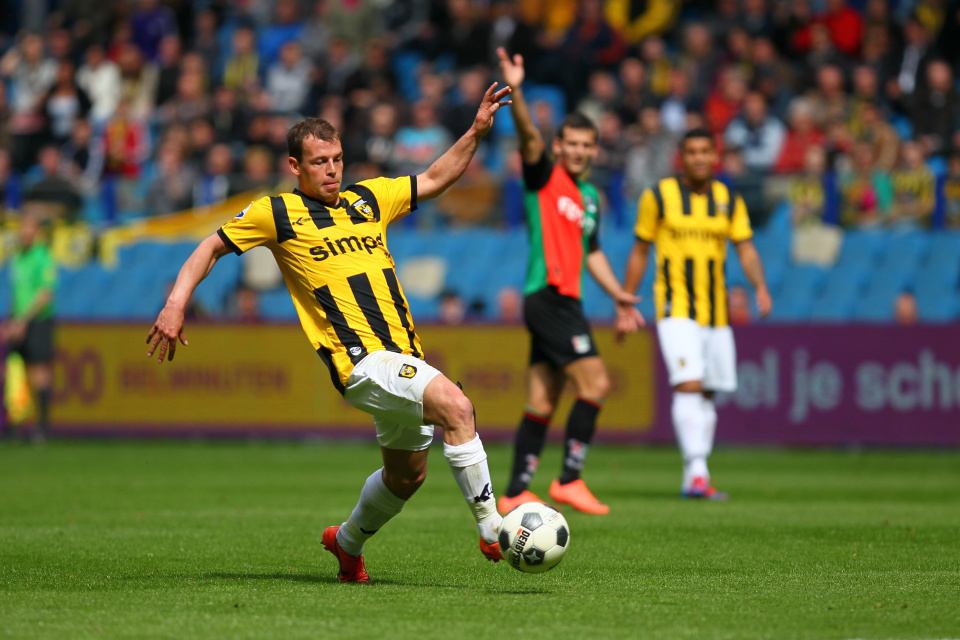
Nicky Hofs jugà 194 partits amb el club.
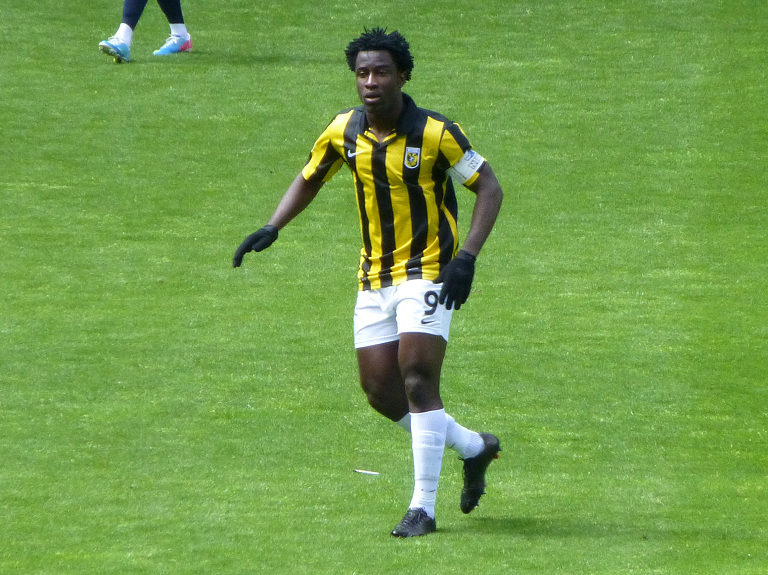
Wilfried Bony fou bota d'or neerlandesa.